# Vărateci
Vărateci – wieś w Rumunii, w okręgu Vâlcea, w gminie Runcu. W 2011 roku liczyła 160 mieszkańców.